# Variimorda
Genre
Variimorda est un genre d'insectes de l'ordre des coléoptères de la famille des Mordellidae.

## Systématique
Le genre a été décrit par l'entomologiste français Auguste Eugène Méquignon en 1946.

### Taxinomie
- Sous-genre  Variimorda (Galeimorda)

Variimorda caprai (Franciscolo, 1951)
Variimorda fagniezi (Méquignon, 1946)
Variimorda fagusai (Méquignon, 1946)
Variimorda hladili Horák, 1985
Variimorda krikkeni Batten, 1977
Variimorda theryi (Méquignon, 1946)
- Sous-genre Variimorda (Variimorda)

Variimorda argyropleura (Franciscolo, 1942)
Variimorda basalis (Costa, 1854)
Variimorda briantea (Comolli, 1837)
Variimorda flavimana (Marseul, 1876)
Variimorda holzschuhi Horák, 1985
Variimorda ihai Chûjô, 1959
Variimorda inomatai Takakuwa, 1985
Variimorda ishiharai Kiyoyama, 1994
Variimorda kurosawai Takakuwa, 2001
Variimorda mendax Méquignon, 1946
Variimorda persica Horák, 1985
Variimorda quomoi (Franciscolo, 1942)
Variimorda ragusai (Emery, 1876)
Variimorda shiyakei Horak, 1996
Variimorda truncatopyga (Pic, 1938)
Variimorda villosa (Schrank, 1781)

### Espèces rencontrées en Europe
- Variimorda (Galeimorda) caprai (Franciscolo 1951)
- Variimorda (Galeimorda) fagniezi (Méquignon 1946)
- Variimorda (Galeimorda) hladili Horák 1985
- Variimorda (Galeimorda) krikkeni Batten 1977
- Variimorda (Galeimorda) theryi (Méquignon 1946)
- Variimorda (Variimorda) argyropleura (Franciscolo 1942)
- Variimorda (Variimorda) basalis (Costa 1854)
- Variimorda (Variimorda) briantea (Comolli 1837)
- Variimorda (Variimorda) mendax Méquignon 1946
- Variimorda (Variimorda) quomoi (Franciscolo 1942)
- Variimorda (Variimorda) ragusai (Emery 1876)
- Variimorda (Variimorda) villosa (Schrank 1781)